# Ermita de Sant Pau (Cubelles)
L'Ermita de Sant Pau és una obra barroca de Cubelles (Garraf) inclosa a l'Inventari del Patrimoni Arquitectònic de Catalunya.

## Descripció
Antiga capella en ruïnes, situada dalt d'un turó, prop de la caseria de Gallifa. A la masia veïna, el Molí de l'Esteper, es conserva encastat a la façana, un interessant relleu de Sant Pau, procedent de la capella. Aquesta conserva al seu interior una pica beneitera del 1632.

## Història
La capella està documentada des del 1603 i va ser modificada l'any 1799. Adquirida per un particular després de la desamortització, va ser destruïda el 1936.